# Jan Schlaudraff
Jan Schlaudraff (Waldbröl, 18 luglio 1983) è un dirigente sportivo, allenatore di calcio ed ex calciatore tedesco, di ruolo attaccante, attuale amministratore delegato del St. Pölten.

## Carriera

### Giocatore

#### Club
Cresciuto nell'Hassia Bingen, nella stagione 2001-2002 ha debuttato in prima squadra, realizzando 10 reti in 16 incontri di campionato disputati. Nel 2002 si è trasferito al Borussia M'gladbach. Ha debuttato in Bundesliga il 19 febbraio 2003, in Borussia M'gladbach-Wolfsburg (2-0), subentrando a Lawrence Aidoo al minuto 91. Ha militato nelle file del Borussia M'gladbach fino al dicembre 2004. Impiegato principalmente nella squadra riserve, ha comunque totalizzato 11 presenze con la prima squadra. Il 27 dicembre 2004 si è trasferito all'Alemannia Aquisgrana. Ha militato nelle file dei Kartoffelkäfer per due stagioni e mezzo, ottenendo una promozione in Bundesliga e totalizzando 19 reti in 79 presenze. Nell'estate 2007 si è trasferito al Bayern Monaco. L'esperienza con il club bavarese è durata appena una stagione, durante la quale ha totalizzato 14 presenze in prima squadra. Nell'estate 2008 si è trasferito all'Hannover 96. Ha militato nelle file dell'Hannover 96 per sette stagioni, totalizzando 163 presenze e 23 reti. Nel 2015 ha lasciato l'Hannover 96 ed ha terminato la propria carriera da calciatore.

#### Nazionale
Ha debuttato in Nazionale maggiore il 7 ottobre 2006, nell'amichevole Germania-Georgia (2-0), subentrando a Mike Hanke al minuto 65. Ha totalizzato, con la Nazionale tedesca, 3 presenze.

### Dopo il ritiro
Il 15 aprile 2019 è entrato nello staff dell'Hannover 96 con il ruolo di assistente dirigenziale. Il 28 maggio 2019 è stato annunciato come nuovo direttore sportivo dell'Hannover 96. Il 16 gennaio 2020 è stato sollevato dall'incarico. Il 3 gennaio 2022 è diventato amministratore delegato del St. Pölten. Il 23 ottobre 2023 ha assunto il ruolo di allenatore ad interim del St. Pölten. L'11 dicembre 2023 è stato sostituito dal nuovo tecnico Philipp Semlic, tornando nuovamente al ruolo di amministratore delegato.

## Statistiche

### Presenze e reti nei club
| Stagione                    | Squadra                     | Campionato                  | Campionato | Campionato | Coppe nazionali | Coppe nazionali | Coppe nazionali | Coppe continentali | Coppe continentali | Coppe continentali | Altre coppe | Altre coppe | Altre coppe | Totale | Totale | Totale |
| Stagione                    | Squadra                     | Comp                        | Pres       | Reti       | Comp            | Pres            | Reti            | Comp               | Pres               | Reti               | Comp        | Pres        | Reti        | Pres   | Reti   |        |
| --------------------------- | --------------------------- | --------------------------- | ---------- | ---------- | --------------- | --------------- | --------------- | ------------------ | ------------------ | ------------------ | ----------- | ----------- | ----------- | ------ | ------ | ------ |
| 2001-2002                   | Hassia Bingen               | OL                          | 16         | 10         | DFBP            | 0               | 0               | -                  | -                  | -                  | -           | -           | -           | 16     | 10     |        |
| 2002-2003                   | Borussia M'gladbach         | BL                          | 4          | 0          | DFBP            | 0               | 0               | -                  | -                  | -                  | -           | -           | -           | 4      | 0      |        |
| 2003-2004                   | Borussia M'gladbach         | BL                          | 0          | 0          | DFBP            | 0               | 0               | -                  | -                  | -                  | -           | -           | -           | 0      | 0      |        |
| giu.-dic. 2004              | Borussia M'gladbach         | BL                          | 6          | 0          | DFBP            | 1               | 0               | -                  | -                  | -                  | -           | -           | -           | 7      | 0      |        |
| Totale Borussia M'gladbach  | Totale Borussia M'gladbach  | Totale Borussia M'gladbach  | 10         | 0          |                 | 1               | 0               |                    | -                  | -                  |             | -           | -           | 11     | 0      |        |
| dic. 2004-2005              | Alemannia Aquisgrana        | 2BL                         | 15         | 0          | DFBP            | 0               | 0               | UEFA               | 1                  | 0                  | -           | -           | -           | 16     | 0      |        |
| 2005-2006                   | Alemannia Aquisgrana        | 2BL                         | 29         | 11         | DFBP            | 2               | 1               | -                  | -                  | -                  | -           | -           | -           | 31     | 12     |        |
| 2006-2007                   | Alemannia Aquisgrana        | BL                          | 28         | 8          | DFBP            | 4               | 2               | -                  | -                  | -                  | -           | -           | -           | 32     | 10     |        |
| Totale Alemannia Aquisgrana | Totale Alemannia Aquisgrana | Totale Alemannia Aquisgrana | 72         | 19         |                 | 6               | 3               |                    | 1                  | 0                  |             | -           | -           | 79     | 19     |        |
| 2007-2008                   | Bayern Monaco               | BL                          | 8          | 0          | DFBP            | 0               | 0               | UEFA               | 6                  | 0                  | -           | -           | -           | 14     | 0      |        |
| 2008-2009                   | Hannover 96                 | BL                          | 22         | 5          | DFBP            | 1               | 1               | -                  | -                  | -                  | -           | -           | -           | 23     | 6      |        |
| 2009-2010                   | Hannover 96                 | BL                          | 10         | 2          | DFBP            | 1               | 0               | -                  | -                  | -                  | -           | -           | -           | 11     | 2      |        |
| 2010-2011                   | Hannover 96                 | BL                          | 21         | 4          | DFBP            | 1               | 0               | -                  | -                  | -                  | -           | -           | -           | 22     | 4      |        |
| 2011-2012                   | Hannover 96                 | BL                          | 31         | 3          | DFBP            | 2               | 0               | EL                 | 2                  | 2                  | -           | -           | -           | 35     | 3      |        |
| 2012-2013                   | Hannover 96                 | BL                          | 30         | 2          | DFBP            | 3               | 2               | EL                 | 9                  | 1                  | -           | -           | -           | 42     | 5      |        |
| 2013-2014                   | Hannover 96                 | BL                          | 21         | 1          | DFBP            | 2               | 0               | -                  | -                  | -                  | -           | -           | -           | 23     | 1      |        |
| 2014-2015                   | Hannover 96                 | BL                          | 5          | 0          | DFBP            | 2               | 0               | -                  | -                  | -                  | -           | -           | -           | 7      | 0      |        |
| Totale Hannover 96          | Totale Hannover 96          | Totale Hannover 96          | 140        | 17         |                 | 12              | 3               |                    | 11                 | 3                  |             | -           | -           | 163    | 23     |        |
| Totale carriera             | Totale carriera             | Totale carriera             | 246        | 46         |                 | 19              | 6               |                    | 11                 | 3                  |             | -           | -           | 276    | 55     |        |

### Cronologia presenze e reti in nazionale
| Cronologia completa delle presenze e delle reti in nazionale ― Germania | Cronologia completa delle presenze e delle reti in nazionale ― Germania | Cronologia completa delle presenze e delle reti in nazionale ― Germania | Cronologia completa delle presenze e delle reti in nazionale ― Germania | Cronologia completa delle presenze e delle reti in nazionale ― Germania | Cronologia completa delle presenze e delle reti in nazionale ― Germania | Cronologia completa delle presenze e delle reti in nazionale ― Germania | Cronologia completa delle presenze e delle reti in nazionale ― Germania |
| Data                                                                    | Città                                                                   | In casa                                                                 | Risultato                                                               | Ospiti                                                                  | Competizione                                                            | Reti                                                                    | Note                                                                    |
| ----------------------------------------------------------------------- | ----------------------------------------------------------------------- | ----------------------------------------------------------------------- | ----------------------------------------------------------------------- | ----------------------------------------------------------------------- | ----------------------------------------------------------------------- | ----------------------------------------------------------------------- | ----------------------------------------------------------------------- |
| 7-10-2006                                                               | Rostock                                                                 | Germania                                                                | 2 – 0                                                                   | Georgia                                                                 | Amichevole                                                              | -                                                                       | 65’                                                                     |
| 7-2-2007                                                                | Düsseldorf                                                              | Germania                                                                | 3 – 1                                                                   | Svizzera                                                                | Amichevole                                                              | -                                                                       | 83’                                                                     |
| 28-3-2007                                                               | Duisburg                                                                | Germania                                                                | 0 – 1                                                                   | Danimarca                                                               | Amichevole                                                              | -                                                                       | 78’                                                                     |
| Totale                                                                  |                                                                         | Presenze                                                                | 3                                                                       |                                                                         | Reti                                                                    | 0                                                                       |                                                                         |

| Cronologia completa delle presenze e delle reti in nazionale ― Germania under 21 | Cronologia completa delle presenze e delle reti in nazionale ― Germania under 21 | Cronologia completa delle presenze e delle reti in nazionale ― Germania under 21 | Cronologia completa delle presenze e delle reti in nazionale ― Germania under 21 | Cronologia completa delle presenze e delle reti in nazionale ― Germania under 21 | Cronologia completa delle presenze e delle reti in nazionale ― Germania under 21 | Cronologia completa delle presenze e delle reti in nazionale ― Germania under 21 | Cronologia completa delle presenze e delle reti in nazionale ― Germania under 21 |
| Data                                                                             | Città                                                                            | In casa                                                                          | Risultato                                                                        | Ospiti                                                                           | Competizione                                                                     | Reti                                                                             | Note                                                                             |
| -------------------------------------------------------------------------------- | -------------------------------------------------------------------------------- | -------------------------------------------------------------------------------- | -------------------------------------------------------------------------------- | -------------------------------------------------------------------------------- | -------------------------------------------------------------------------------- | -------------------------------------------------------------------------------- | -------------------------------------------------------------------------------- |
| 17-8-2004                                                                        | Celle                                                                            | Germania under 21                                                                | 2 – 0                                                                            | Lituania under 21                                                                | Amichevole                                                                       | -                                                                                | 60’                                                                              |
| 7-9-2004                                                                         | Dessau-Roßlau                                                                    | Germania under 21                                                                | 5 – 3                                                                            | Serbia e Montenegro under 21                                                     | Amichevole                                                                       | -                                                                                | 76’                                                                              |
| 12-10-2004                                                                       | Düsseldorf                                                                       | Germania under 21                                                                | 2 – 0                                                                            | Austria under 21                                                                 | Qual. Europeo Under-21 2006                                                      | -                                                                                | 84’                                                                              |
| Totale                                                                           |                                                                                  | Presenze                                                                         | 3                                                                                |                                                                                  | Reti                                                                             | 0                                                                                |                                                                                  |

| Cronologia completa delle presenze e delle reti in nazionale ― Germania under 20 | Cronologia completa delle presenze e delle reti in nazionale ― Germania under 20 | Cronologia completa delle presenze e delle reti in nazionale ― Germania under 20 | Cronologia completa delle presenze e delle reti in nazionale ― Germania under 20 | Cronologia completa delle presenze e delle reti in nazionale ― Germania under 20 | Cronologia completa delle presenze e delle reti in nazionale ― Germania under 20 | Cronologia completa delle presenze e delle reti in nazionale ― Germania under 20 | Cronologia completa delle presenze e delle reti in nazionale ― Germania under 20 |
| Data                                                                             | Città                                                                            | In casa                                                                          | Risultato                                                                        | Ospiti                                                                           | Competizione                                                                     | Reti                                                                             | Note                                                                             |
| -------------------------------------------------------------------------------- | -------------------------------------------------------------------------------- | -------------------------------------------------------------------------------- | -------------------------------------------------------------------------------- | -------------------------------------------------------------------------------- | -------------------------------------------------------------------------------- | -------------------------------------------------------------------------------- | -------------------------------------------------------------------------------- |
| 21-8-2002                                                                        | Friburgo                                                                         | Svizzera under 20                                                                | 3 – 1                                                                            | Germania under 20                                                                | Amichevole                                                                       | -                                                                                |                                                                                  |
| 18-9-2002                                                                        | Ostrava                                                                          | Slovacchia under 20                                                              | 2 – 2                                                                            | Germania under 20                                                                | Amichevole                                                                       | -                                                                                | 46’                                                                              |
| 23-10-2002                                                                       | Dessau-Roßlau                                                                    | Germania under 20                                                                | 1 – 2                                                                            | Inghilterra under 20                                                             | Amichevole                                                                       | -                                                                                | 46’                                                                              |
| 6-2-2003                                                                         | Reading                                                                          | Inghilterra under 20                                                             | 2 – 1                                                                            | Germania under 20                                                                | Amichevole                                                                       | -                                                                                | 48’                                                                              |
| 19-3-2003                                                                        | Treviri                                                                          | Germania under 20                                                                | 3 – 4                                                                            | Italia under 20                                                                  | Amichevole                                                                       | -                                                                                | 67’                                                                              |
| 23-4-2003                                                                        | Oberhausen                                                                       | Germania under 20                                                                | 0 – 2                                                                            | Spagna under 20                                                                  | Amichevole                                                                       | -                                                                                | 46’                                                                              |
| Totale                                                                           |                                                                                  | Presenze                                                                         | 6                                                                                |                                                                                  | Reti                                                                             | 0                                                                                |                                                                                  |

## Palmarès

### Club

#### Competizioni nazionali
- Campionato tedesco: 1

Bayern Monaco: 2007-2008
- Coppa di Germania: 1

Bayern Monaco: 2007-2008
- Coppa di Lega tedesca: 1

Bayern Monaco: 2007